# Championnat d'Allemagne de football 2009-2010
Navigation
Bundesliga
2008-2009 Bundesliga
2010-2011
La saison 2009-2010 est la 47e édition du championnat d'Allemagne de football. Elle oppose les dix-huit meilleurs clubs d'Allemagne en une série de trente-quatre journées.
Lors de cette saison, le VfL Wolfsburg va tenter de conserver son titre de champion d'Allemagne face aux dix-sept meilleurs clubs allemands lors d'une série de matchs se déroulant sur toute l'année.
Chacun des dix-huit clubs participant au championnat a été confronté à deux reprises aux dix-sept autres.
Cinq places qualificatives pour les compétitions européennes seront attribuées par le biais du championnat (2 places directes en Ligue des champions, 1 en barrages, 1 en barrages de la Ligue Europa et 1 au troisième tour de qualification). Une autre place en barrages de la Ligue Europa sera garantie au vainqueur de la DFB-Pokal. Les 2 derniers du championnat sont relégués en deuxième division, le 16e dispute les barrages contre le 3e de la deuxième division.
Le Bayern Munich est sacré champion d'Allemagne pour la vingt-deuxième fois de son histoire.

## Les 18 clubs participants
| \| Bayern Schalke Brême Leverkusen Dortmund Stuttgart Hambourg Wolfsburg Mayence Francfort Hoffenheim M'gladbach Cologne Fribourg Hanovre Nuremberg Bochum Berlin \| Localisation des clubs engagés dans le championnat. |
| Bayern Schalke Brême Leverkusen Dortmund Stuttgart Hambourg Wolfsburg Mayence Francfort Hoffenheim M'gladbach Cologne Fribourg Hanovre Nuremberg Bochum Berlin                                                           |

Participent les quinze meilleurs clubs de la saison suivantes, les deux meilleurs de la dernière Bundesliga 2., et le vainqueur du barrage d'accession (qui fut le troisième).
Légende des couleurs
- Phase de groupes de la Ligue des Champions 2009-2010
- Tour de barrages de la Ligue des Champions 2009-2010
- Tour de barrages de la Ligue Europa 2009-2010
- Troisième tour de qualification de la Ligue Europa 2009-2010
- Promu de 2. Bundesliga 2008-2009

| Club                     | Classement 2008-2009 | Stade                    | Capacité | Entraîneur        |
| ------------------------ | -------------------- | ------------------------ | -------- | ----------------- |
| VfL Wolfsburg            | 1er                  | Volkswagen Arena         | 30 122   | Armin Veh         |
| Bayern Munich            | 2e                   | Allianz Arena            | 69 901   | Louis van Gaal    |
| VfB Stuttgart            | 3e                   | Mercedes-Benz-Arena      | 58 000   | Markus Babbel     |
| Hertha Berlin            | 4e                   | Olympiastadion           | 74 228   | Lucien Favre      |
| Hambourg SV              | 5e                   | HSH Nordbank Arena       | 57 274   | Bruno Labbadia    |
| Borussia Dortmund        | 6e                   | Signal Iduna Park        | 80 708   | Jürgen Klopp      |
| 1899 Hoffenheim          | 7e                   | Rhein-Neckar-Arena       | 30 164   | Ralf Rangnick     |
| Schalke 04               | 8e                   | Veltins-Arena            | 61 673   | Felix Magath      |
| Bayer Leverkusen         | 9e                   | BayArena                 | 30 210   | Jupp Heynckes     |
| Werder Brême             | 10e                  | Weserstadion             | 42 358   | Thomas Schaaf     |
| Hanovre 96               | 11e                  | AWD-Arena                | 49 000   | Dieter Hecking    |
| FC Cologne               | 12e                  | RheinEnergieStadion      | 50 374   | Zvonimir Soldo    |
| Eintracht Francfort      | 13e                  | Commerzbank-Arena        | 52 300   | Michael Skibbe    |
| VfL Bochum               | 14e                  | Rewirpowerstadion        | 31 328   | Marcel Koller     |
| Borussia Mönchengladbach | 15e                  | Stadion im Borussia-Park | 54 067   | Michael Frontzeck |
| SC Fribourg              | 1er (2. BL)          | Badenova-Stadion         | 24 918   | Robin Dutt        |
| FSV Mayence              | 2e (2. BL)           | Bruchwegstadion          | 20 300   | Thomas Tuchel     |
| FC Nuremberg             | 3e (2. BL)           | EasyCredit-Stadion       | 47 559   | Michael Oenning   |

## Compétition

### Qualifications en coupes d'Europe
À l'issue de la saison, les clubs placés aux deux premières places du championnat se qualifieront pour la phase de groupes de la Ligue des champions 2010-2011, le club arrivé troisième se qualifiera quant à lui pour le tour de barrages de qualification pour non-champions de cette même Ligue des champions.
Alors que le vainqueur de la DFB-Pokal prendra la première des trois places en Ligue Europa 2010-2011, les deux autres places reviendront au quatrième et au cinquième du championnat. Il est à noter que cette dernière place ne qualifie que pour le troisième tour de qualification, et non pour les barrages comme les deux précédentes. Aussi si le vainqueur de la coupe fait partie des cinq premiers, les places sont décalées et la dernière place revient au finaliste de la coupe. Si ce dernier club fait lui-même partie des cinq premiers, la dernière place revient au sixième du championnat.

### Classement
Le classement est calculé avec le barème de points suivant : une victoire vaut trois points, le match nul un. La défaite ne rapporte aucun point.
Critères de départage :
1. plus grande « différence de buts générale » ;
2. plus grand nombre de buts marqués ;
3. plus grande « différence de buts particulière » ;
4. si la qualification ou la relégation est en jeu, les deux équipes jouent une rencontre d'appui sur terrain neutre.

mis à jour le 8 mai 2010
| Rang | Équipe                   | Pts | J  | G  | N  | P  | Bp | Bc | Diff |
| ---- | ------------------------ | --- | -- | -- | -- | -- | -- | -- | ---- |
| 1    | Bayern Munich C          | 70  | 34 | 20 | 10 | 4  | 72 | 31 | +41  |
| 2    | Schalke 04               | 65  | 34 | 19 | 8  | 7  | 53 | 31 | +22  |
| 3    | Werder Brême             | 61  | 34 | 17 | 10 | 7  | 71 | 40 | +31  |
| 4    | Bayer Leverkusen         | 59  | 34 | 15 | 14 | 5  | 65 | 38 | +27  |
| 5    | Borussia Dortmund        | 57  | 34 | 16 | 9  | 9  | 54 | 42 | +12  |
| 6    | VfB Stuttgart            | 55  | 34 | 15 | 10 | 9  | 51 | 41 | +10  |
| 7    | Hambourg SV              | 52  | 34 | 13 | 13 | 8  | 56 | 41 | +15  |
| 8    | VfL Wolfsburg T          | 50  | 34 | 14 | 8  | 12 | 64 | 58 | +6   |
| 9    | FSV Mayence P            | 47  | 34 | 12 | 11 | 11 | 36 | 42 | -6   |
| 10   | Eintracht Francfort      | 46  | 34 | 12 | 10 | 12 | 47 | 54 | -7   |
| 11   | TSG Hoffenheim           | 42  | 34 | 11 | 9  | 14 | 44 | 42 | +2   |
| 12   | Borussia Mönchengladbach | 39  | 34 | 10 | 9  | 15 | 43 | 60 | -17  |
| 13   | FC Cologne               | 38  | 34 | 9  | 11 | 14 | 33 | 42 | -9   |
| 14   | SC Fribourg P            | 35  | 34 | 9  | 8  | 17 | 35 | 59 | -24  |
| 15   | Hanovre 96               | 33  | 34 | 9  | 6  | 19 | 43 | 67 | -24  |
| 16   | FC Nuremberg P           | 31  | 34 | 8  | 7  | 19 | 32 | 58 | -26  |
| 17   | VfL Bochum               | 28  | 34 | 6  | 10 | 18 | 33 | 64 | -31  |
| 18   | Hertha Berlin            | 24  | 34 | 5  | 9  | 20 | 34 | 56 | -22  |

Qualifications européennes
Ligue des champions 2010-2011
- 1er et 2e : Phase de groupes
- 3e : Tour de barrages pour non-champions

Ligue Europa 2010-2011
- 4e et 5e : Tour de barrages
- 6e : Troisième tour de qualifications

Relégation en 2. Bundesliga
- 16e : barrages de relégation
- 17e et 18e : relégation

Abréviations
- T : Tenant du titre
- C : Vainqueur de la DFB-Pokal 2009-2010
- P : Promus de 2. Bundesliga 2008-2009

### Matchs
| Résultats (▼dom., ►ext.)                                   | LEV | MUN | BOC | DOR | FRA | FRI | HAM | HAN | BER | HOF | COL | MAY | MÖN | NUR | S04 | STU | BRÊ | WOL |
| Bayer Leverkusen                                           |     | 1-1 | 2-1 | 1-1 | 4-0 | 3-1 | 4-2 | 3-0 | 1-1 | 1-0 | 0-0 | 4-2 | 3-2 | 4-0 | 0-2 | 4-0 | 0-0 | 2-1 |
| Bayern Munich                                              | 1-1 |     | 3-1 | 3-1 | 2-1 | 2-1 | 1-0 | 7-0 | 5-2 | 2-0 | 0-0 | 3-0 | 2-1 | 2-1 | 1-1 | 1-2 | 1-1 | 3-0 |
| VfL Bochum                                                 | 1-1 | 1-5 |     | 1-4 | 1-2 | 1-2 | 1-2 | 0-3 | 1-0 | 2-1 | 0-0 | 2-3 | 3-3 | 0-0 | 2-2 | 0-2 | 1-4 | 1-1 |
| Borussia Dortmund                                          | 3-0 | 1-5 | 2-0 |     | 2-3 | 1-0 | 1-0 | 4-1 | 2-0 | 1-1 | 1-0 | 0-0 | 3-0 | 4-0 | 0-1 | 1-1 | 2-1 | 1-1 |
| Eintracht Francfort                                        | 3-2 | 2-1 | 2-1 | 1-1 |     | 2-1 | 1-1 | 2-1 | 2-2 | 1-2 | 1-2 | 2-0 | 1-2 | 1-1 | 1-4 | 0-3 | 1-0 | 2-2 |
| SC Fribourg                                                | 0-5 | 1-2 | 1-1 | 3-1 | 0-2 |     | 1-1 | 1-2 | 0-3 | 0-1 | 0-0 | 1-0 | 3-0 | 2-1 | 0-0 | 0-1 | 0-6 | 1-0 |
| Hambourg SV                                                | 0-0 | 1-0 | 0-1 | 4-1 | 0-0 | 2-0 |     | 0-0 | 1-0 | 0-0 | 3-1 | 0-1 | 2-3 | 4-0 | 2-2 | 3-1 | 2-1 | 1-1 |
| Hanovre 96                                                 | 0-0 | 0-3 | 2-3 | 1-1 | 2-1 | 5-2 | 2-2 |     | 0-3 | 0-1 | 1-4 | 1-1 | 6-1 | 1-3 | 4-2 | 1-0 | 1-5 | 0-1 |
| Hertha Berlin                                              | 2-2 | 0-1 | 0-0 | 0-0 | 1-3 | 0-4 | 1-3 | 1-0 |     | 0-2 | 0-1 | 1-1 | 0-0 | 1-2 | 0-1 | 0-1 | 2-3 | 0-0 |
| 1899 Hoffenheim                                            | 0-3 | 1-1 | 3-0 | 1-2 | 1-1 | 1-1 | 5-1 | 2-1 | 5-1 |     | 0-2 | 0-1 | 2-2 | 3-0 | 0-0 | 1-1 | 0-1 | 1-2 |
| FC Cologne                                                 | 0-1 | 1-1 | 2-0 | 2-3 | 0-0 | 2-2 | 3-3 | 0-1 | 0-3 | 0-4 |     | 1-0 | 1-1 | 3-0 | 1-2 | 1-5 | 0-0 | 1-3 |
| FSV Mayence                                                | 2-2 | 2-1 | 0-0 | 1-0 | 3-3 | 3-0 | 1-1 | 1-0 | 2-1 | 2-1 | 1-0 |     | 1-0 | 1-0 | 0-0 | 1-1 | 1-2 | 0-2 |
| Borussia M'gladbach                                        | 1-1 | 1-1 | 1-2 | 0-1 | 2-0 | 1-1 | 1-0 | 5-3 | 2-1 | 2-4 | 0-0 | 2-0 |     | 2-1 | 1-0 | 0-0 | 4-3 | 0-4 |
| FC Nuremberg                                               | 3-2 | 1-1 | 0-1 | 2-3 | 1-1 | 0-1 | 0-4 | 0-2 | 3-0 | 0-0 | 1-0 | 2-0 | 1-0 |     | 1-2 | 1-2 | 2-2 | 0-2 |
| Schalke 04                                                 | 2-2 | 1-2 | 3-0 | 2-1 | 2-0 | 0-1 | 3-3 | 2-0 | 2-0 | 2-0 | 2-0 | 1-0 | 3-1 | 1-0 |     | 2-1 | 0-2 | 1-2 |
| VfB Stuttgart                                              | 2-1 | 0-0 | 1-1 | 4-1 | 2-1 | 4-2 | 1-3 | 2-0 | 1-1 | 3-1 | 0-2 | 2-2 | 2-1 | 0-0 | 1-2 |     | 0-2 | 3-1 |
| Werder Brême                                               | 2-2 | 2-3 | 3-2 | 1-1 | 2-3 | 4-0 | 1-1 | 0-0 | 2-1 | 2-0 | 1-0 | 3-0 | 3-0 | 4-2 | 0-2 | 2-2 |     | 2-2 |
| VfL Wolfsburg                                              | 2-3 | 1-3 | 4-1 | 1-3 | 3-1 | 2-2 | 2-4 | 4-2 | 1-5 | 4-0 | 2-3 | 3-3 | 2-1 | 2-3 | 2-1 | 2-0 | 2-4 |     |
| - Victoire à domicile - Match nul - Victoire à l'extérieur |     |     |     |     |     |     |     |     |     |     |     |     |     |     |     |     |     |     |

### Barrages de promotion/relégation
À la fin de la saison, le 16e de 1. Bundesliga affronte la troisième meilleure équipe de 2. Bundesliga pour tenter de se maintenir.
| Match aller | (BL) FC Nuremberg | 1 - 0   | FC Augsbourg (2. BL) | EasyCredit-Stadion, Nuremberg |  |
| 13 mai 2010 | Eigler 84e        | (0 - 0) |                      |                               |  |

| Match retour | (2. BL) FC Augsbourg | 0 - 2   | FC Nuremberg (BL)                       | Impuls Arena, Augsbourg |  |
| 16 mai 2010  |                      | (0 - 1) | 34e Gündoğan · 63e (pen.) Choupo-Moting |                         |  |

Le FC Nuremberg (vainqueur 3 - 0 sur l'ensemble des deux matchs) se maintient en 1. Bundesliga, tandis que le FC Augsbourg reste en 2. Bundesliga.

## Statistiques

### Meilleurs buteurs
Source : kicker magazine
22 buts
- Edin Džeko (VfL Wolfsburg)

21 buts
- Stefan Kießling (Bayer Leverkusen)

19 buts
- Lucas Barrios (Borussia Dortmund)

18 buts
- Kevin Kurányi (Schalke 04)

16 buts
- Claudio Pizarro (Werder Brême)
- Arjen Robben (Bayern Munich)

13 buts
- Cacau (VfB Stuttgart)
- Thomas Müller (Bayern Munich)

12 buts
- Albert Bunjaku (1. FC Nuremberg)
- Eren Derdiyok (Bayer Leverkusen)
- Vedad Ibišević (1899 Hoffenheim)

## Récompenses

### Joueur du mois
| Mois      | Joueur          | Club              |
| --------- | --------------- | ----------------- |
| Août      | Stefan Kießling | Bayer Leverkusen  |
| Septembre | Thomas Müller   | Bayern Munich     |
| Octobre   | Lucas Barrios   | Borussia Dortmund |
| Novembre  | Mesut Özil      | Werder Brême      |
| Décembre  | Toni Kroos      | Bayer Leverkusen  |
| Janvier   | Toni Kroos      | Bayer Leverkusen  |
| Février   | Cacau           | VfB Stuttgart     |
| Mars      | Marko Marin     | Werder Brême      |
| Avril     | Torsten Frings  | Werder Brême      |